# Минден
Минден (на немски: Minden) е град в регион Детмолд в Северен Рейн-Вестфалия, Германия със 79 853 жители (към 31 декември 2012). Намира се на река Везер.
Минден се намира на 40 км североизточно от Билефелд, 55 км западно от Хановер, 100 км жюжно от Бремен и 60 км източно от Оснабрюк и е цънтър на историческата област Минденер ланд.
За пръв път е споменат в документи като „Минда“ през 798 г. Минден е основан през 800 г. До реформацията градът е седалище на епископство Минден, от 1648 до 1807 г. е център на управлението на Княжество Минден.